# 黄宝书
《黄宝书》原名为《GRE词汇黄宝书》、《3天背完GRE难词》，作者为刘松，中国大陆由海南出版社在2004年出版，而2005年台湾美加文化出版的版本名称为《GRE太傻單詞之黃寶書--求愛即時通》。由于该书中英文混杂，作者又为非英语学习者提供故事情节，名称为《北京·纽约·温哥华·我想认识你》。
该书整体风格幽默。其以主人公松松如何从一个害羞内向的男生，成长为泡妞高手为主线，穿插了松松，肖哥，孙哥三个男生成长的故事。其中肖哥的故事，映射了当年震惊中外的湛江海关案，肖哥的女朋友为湛江海关原关长曹秀康之女曹小婷（文中名）。作者在书中提到，该书的目标为“高端英语娱乐化”，希望以娱乐的方式令读者轻松地学习英语词汇。